# Campionati mondiali juniores di biathlon 2011
I Campionati mondiali juniores di biathlon 2011 si svolsero dal 29 gennaio al 5 febbraio a Nové Město na Moravě, in Repubblica Ceca. Le gare, maschili e femminili, si articolarono nelle due categorie "Giovani" (fino a 19 anni) e "Juniores" (fino a 21 anni).

## Risultati

### Uomini

#### Categoria "Giovani"

##### Sprint 7,5 km
| Posizione | Atleta                     | Nazione     | Tempo   | Penalità |
| --------- | -------------------------- | ----------- | ------- | -------- |
| 1         | Maksim Cvetkov             | Russia      | 19:53.0 | 0+2      |
| 2         | Vetle Sjåstad Christiansen | Norvegia    | 20:11.4 | 1+1      |
| 3         | Aleksandr Loginov          | Russia      | 20:19.7 | 1+2      |
| 4         | Aleksandr Černyšov         | Russia      | -       |          |
| 5         | Steffen Bartscher          | Germania    | -       |          |
| 6         | Aleksandr Marčenko         | Bielorussia | -       |          |
| 7         | Michal Šíma                | Slovacchia  | -       |          |
| 8         | Erling Ålvik               | Norvegia    | -       |          |
| 9         | Dimitr Gerdžikov           | Bulgaria    | -       |          |
| 10        | Fabian Hörl                | Austria     | -       |          |

29 gennaio

##### Inseguimento 10 km
| Posizione | Atleta                     | Nazione     | Tempo   | Penalità |
| --------- | -------------------------- | ----------- | ------- | -------- |
| 1         | Maksim Cvetkov             | Russia      | 28:04.6 | 1+0+1+1  |
| 2         | Vetle Sjåstad Christiansen | Norvegia    | 28:34.9 | 1+0+1+2  |
| 3         | Aleksandr Loginov          | Russia      | 28:37.3 | 1+1+1+1  |
| 4         | Steffen Bartscher          | Germania    | -       |          |
| 5         | Aleksandr Černyšov         | Russia      | -       |          |
| 6         | Erling Ålvik               | Norvegia    | -       |          |
| 7         | Aleksandr Marčenko         | Bielorussia | -       |          |
| 8         | Thomas Haumer              | Austria     | -       |          |
| 9         | Maikol Demetz              | Italia      | -       |          |
| 10        | Pavel Gončarov             | Bielorussia | -       |          |

30 gennaio

##### Individuale 12,5 km
| Posizione | Atleta                     | Nazione     | Tempo   | Penalità |
| --------- | -------------------------- | ----------- | ------- | -------- |
| 1         | Pavel Gončarov             | Bielorussia | 35:54.3 | 0+0+0+0  |
| 2         | Steffen Bartscher          | Germania    | 36:42.5 | 0+1+0+1  |
| 3         | Vetle Sjåstad Christiansen | Norvegia    | 37:37.0 | 0+1+1+1  |
| 4         | Jeremy Finello             | Francia     | -       |          |
| 5         | Maksim Cvetkov             | Russia      | -       |          |
| 6         | Jan Treier                 | Estonia     | -       |          |
| 7         | Vadim Ivanov               | Kazakistan  | -       |          |
| 8         | Pavel Zakurdaev            | Russia      | -       |          |
| 9         | Aleksandr Loginov          | Russia      | -       |          |
| 10        | Martin Maier               | Austria     | -       |          |

28 gennaio

##### Staffetta 3x7,5 km
| Posizione | Nazione     | Atleti                                              | Tempo     | Penalità |
| --------- | ----------- | --------------------------------------------------- | --------- | -------- |
| 1         | Russia      | Aleksandr Loginov Aleksandr Černyšov Maksim Cvetkov | 1:04:25.6 | 0+10     |
| 2         | Italia      | Benjamin Plaickner Thierry Chenal Maikol Demetz     | 1:05:48.8 | 0+6      |
| 3         | Austria     | Alexander Jakob Thomas Haumer Fabian Hörl           | 1:06:30.3 | 0+6      |
| 4         | Rep. Ceca   | Matej Krupčík Lukas Dostál Jakub Krejčíř            | -         |          |
| 5         | Bielorussia | Pavel Gončarov Andrej Puchuskij Aleksandr Marčenko  | -         |          |

4 febbraio

#### Categoria "Juniores"

##### Sprint 10 km
| Posizione | Atleta             | Nazione     | Tempo   | Penalità |
| --------- | ------------------ | ----------- | ------- | -------- |
| 1         | Tom Barth          | Germania    | 24:24.7 | 0+0      |
| 2         | Johannes Kühn      | Germania    | 24:40.9 | 0+1      |
| 3         | Ludwig Ehrhart     | Francia     | 24:50.5 | 0+1      |
| 4         | Ahti Toivanen      | Finlandia   | -       |          |
| 5         | Serafin Wiestner   | Svizzera    | -       |          |
| 6         | Erlend Bjøntegaard | Norvegia    | -       |          |
| 7         | Simon Desthieux    | Francia     | -       |          |
| 8         | Tomas Kaukėnas     | Lituania    | -       |          |
| 9         | Henrik Forsberg    | Svezia      | -       |          |
| 10        | Aleksandr Dorožka  | Bielorussia | -       |          |

29 gennaio

##### Inseguimento 12,5 km
| Posizione | Atleta             | Nazione  | Tempo   | Penalità |
| --------- | ------------------ | -------- | ------- | -------- |
| 1         | Johannes Kühn      | Germania | 35:38.3 | 1+0+1+0  |
| 2         | Ludwig Ehrhart     | Francia  | 35:13.0 | 1+0+1+0  |
| 3         | Tom Barth          | Germania | 35:42.5 | 1+1+2+0  |
| 4         | Erlend Bjøntegaard | Norvegia | -       |          |
| 5         | Simon Desthieux    | Francia  | -       |          |
| 6         | Vjačeslav Akimov   | Russia   | -       |          |
| 7         | Dmitrij Djužek     | Russia   | -       |          |
| 8         | Nikolaj Jakušov    | Russia   | -       |          |
| 9         | Benedikt Doll      | Germania | -       |          |
| 10        | Serafin Wiestner   | Svizzera | -       |          |

30 gennaio

##### Individuale 15 km
| Posizione | Atleta             | Nazione   | Tempo   | Penalità |
| --------- | ------------------ | --------- | ------- | -------- |
| 1         | Simon Desthieux    | Francia   | 41:36.6 | 0+1+1+0  |
| 2         | Benedikt Doll      | Germania  | 42:03.6 | 1+1+0+2  |
| 3         | Nikolaj Jakušov    | Russia    | 42:09.0 | 0+2+0+0  |
| 4         | Ivan Krjukov       | Russia    | -       |          |
| 5         | Henrik Forsberg    | Svezia    | -       |          |
| 6         | Erlend Bjøntegaard | Norvegia  | -       |          |
| 7         | Ahti Toivanen      | Finlandia | -       |          |
| 8         | Ludwig Ehrhart     | Francia   | -       |          |
| 9         | Scott Gow          | Canada    | -       |          |
| 10        | Lorenz Wäger       | Austria   | -       |          |

1º febbraio

##### Staffetta 4x7,5 km
| Posizione | Nazione   | Atleti                                                                                   | Tempo     | Penalità |
| --------- | --------- | ---------------------------------------------------------------------------------------- | --------- | -------- |
| 1         | Germania  | Steffen Bartscher Benedikt Doll Johannes Kühn Tom Barth                                  | 1:28:38.9 | 3+12     |
| 2         | Russia    | Nikolaj Jakušov Aleksandr Pečenkin Ivan Krjukov Dmitrij Djužek                           | 1:28:56.5 | 3+14     |
| 3         | Norvegia  | Erlend Bjøntegaard Erling Ålvik Kristoffer Langøien Skljelvik Vetle Sjåstad Christiansen | 1:30:25.2 | 2+15     |
| 4         | Finlandia | Sami Orpana Jori Rantahakala Ahti Toivanan Mikko Repo                                    | -         |          |
| 5         | Francia   | Florent Claude Baptiste Jouty Simon Desthieux Ludwig Ehrhart                             | -         |          |

4 febbraio

### Donne

#### Categoria "Giovani"

##### Sprint 6 km
| Posizione | Atleta                | Nazione     | Tempo   | Penalità |
| --------- | --------------------- | ----------- | ------- | -------- |
| 1         | Ekaterina Zubova      | Russia      | 18:09.0 | 0+1      |
| 2         | Anaïs Chevalier       | Francia     | 18:15.4 | 0+0      |
| 3         | Elena Badanina        | Russia      | 18:40.9 | 0+0      |
| 4         | Desislava Stojanova   | Bulgaria    | -       |          |
| 5         | Oksana Šimanovič      | Bielorussia | -       |          |
| 6         | Viktorija Perminova   | Russia      | -       |          |
| 7         | Julija Briginec       | Ucraina     | -       |          |
| 8         | Anastasija Michajlova | Russia      | -       |          |
| 9         | Chardine Sloof        | Paesi Bassi | -       |          |
| 10        | Manon Contin          | Francia     | -       |          |

29 gennaio

##### Inseguimento 7,5 km
| Posizione | Atleta              | Nazione     | Tempo   | Penalità |
| --------- | ------------------- | ----------- | ------- | -------- |
| 1         | Ekaterina Zubova    | Russia      | 26:24.1 | 0+0+2+1  |
| 2         | Anaïs Chevalier     | Francia     | 27:14.7 | 0+1+1+0  |
| 3         | Elena Badanina      | Russia      | 28:32.3 | 0+1+2+1  |
| 4         | Oksana Šimanovič    | Bielorussia | -       |          |
| 5         | Chardine Sloof      | Paesi Bassi | -       |          |
| 6         | Iryna Varvynec'     | Ucraina     | -       |          |
| 7         | Desislava Stojanova | Bulgaria    | -       |          |
| 8         | Julija Briginec     | Ucraina     | -       |          |
| 9         | Galina Višnevskaja  | Kazakistan  | -       |          |
| 10        | Kristina Parpalak   | Russia      | -       |          |

30 gennaio

##### Individuale 10 km
| Posizione | Atleta              | Nazione    | Tempo   | Penalità |
| --------- | ------------------- | ---------- | ------- | -------- |
| 1         | Thekla Brun-Lie     | Norvegia   | 33:31.7 | 1+1+0+0  |
| 2         | Elena Badanina      | Russia     | 33:42.9 | 0+1+1+0  |
| 3         | Galina Višnevskaja  | Kazakistan | 34:08.3 | 0+1+0+1  |
| 4         | Viktorija Perminova | Russia     | -       |          |
| 5         | Iryna Varvynec'     | Ucraina    | -       |          |
| 6         | Coline Varcin       | Francia    | -       |          |
| 7         | Anaïs Chevalier     | Francia    | -       |          |
| 8         | Julija Briginec     | Ucraina    | -       |          |
| 9         | Paulína Fialková    | Slovacchia | -       |          |
| 10        | Nikola Hurajtová    | Slovacchia | -       |          |

1º febbraio

##### Staffetta 3x6 km
| Posizione | Nazione     | Atleti                                               | Tempo     | Penalità |
| --------- | ----------- | ---------------------------------------------------- | --------- | -------- |
| 1         | Russia      | Elena Badanina Viktorija Perminova Ekaterina Zubova  | 58:26.2   | 0+5      |
| 2         | Ucraina     | Julija Briginec Anastasija Merkušyna Iryna Varvynec' | 59:45.0   | 0+9      |
| 3         | Francia     | Manon Contin Coline Varcin Anaïs Chevalier           | 1:01:23.3 | 0+8      |
| 4         | Estonia     | Johanna Talihärm Grete Gaim Daria Yurlova            | -         |          |
| 5         | Bielorussia | Marija Čelachova Marija Kolesen Oksana Šimanovič     | -         |          |

4 febbraio

#### Categoria "Juniores"

##### Sprint 7,5 km
| Posizione | Atleta             | Nazione  | Tempo   | Penalità |
| --------- | ------------------ | -------- | ------- | -------- |
| 1         | Dorothea Wierer    | Italia   | 22:17.9 | 0+0      |
| 2         | Aleksandra Alikina | Russia   | 23:19.6 | 0+1      |
| 3         | Ingela Andersson   | Svezia   | 23:20.5 | 0+0      |
| 4         | Larisa Nadeeva     | Russia   | -       |          |
| 5         | Ane Skrove Nossum  | Norvegia | -       |          |
| 6         | Alexia Runggaldier | Italia   | -       |          |
| 7         | Florie Vigneron    | Francia  | -       |          |
| 8         | Monika Hojnisz     | Polonia  | -       |          |
| 9         | Bente Landheim     | Norvegia | -       |          |
| 10        | Enora Latuillière  | Francia  | -       |          |

29 gennaio

##### Inseguimento 10 km
| Posizione | Atleta             | Nazione  | Tempo   | Penalità |
| --------- | ------------------ | -------- | ------- | -------- |
| 1         | Dorothea Wierer    | Italia   | 32:54.0 | 1+1+1+1  |
| 2         | Aleksandra Alikina | Russia   | 33:49.7 | 1+0+1+3  |
| 3         | Laura Dahlmeier    | Germania | 34:03.3 | 0+0+0+0  |
| 4         | Ol'ga Galič        | Russia   | -       |          |
| 5         | Tiril Eckhoff      | Norvegia | -       |          |
| 6         | Bente Landheim     | Norvegia | -       |          |
| 7         | Ane Skrove Nossum  | Norvegia | -       |          |
| 8         | Alexia Runggaldier | Italia   | -       |          |
| 9         | Carolin Leunig     | Germania | -       |          |
| 10        | Birgit Riesle      | Germania | -       |          |

30 gennaio

##### Individuale 12,5 km
| Posizione | Atleta             | Nazione  | Tempo   | Penalità |
| --------- | ------------------ | -------- | ------- | -------- |
| 1         | Dorothea Wierer    | Italia   | 40:56.8 | 1+0+0+1  |
| 2         | Ol'ga Galič        | Russia   | 41:22.2 | 0+1+0+0  |
| 3         | Florie Vigneron    | Francia  | 42:11.5 | 0+1+0+0  |
| 4         | Julija Džyma       | Ucraina  | -       |          |
| 5         | Svetlana Perminova | Russia   | -       |          |
| 6         | Carolin Leunig     | Germania | -       |          |
| 7         | Elisa Gasparin     | Svizzera | -       |          |
| 8         | Tiril Eckhoff      | Norvegia | -       |          |
| 9         | Marte Olsbu        | Norvegia | -       |          |
| 10        | Bente Landheim     | Norvegia | -       |          |

1º febbraio

##### Staffetta 3x6 km
| Posizione | Nazione  | Atleti                                            | Tempo     | Penalità |
| --------- | -------- | ------------------------------------------------- | --------- | -------- |
| 1         | Russia   | Aleksandra Alikina Svetlana Perminova Ol'ga Galič | 1:02:35.9 | 1+8      |
| 2         | Italia   | Alexia Runggaldier Nicole Gontier Dorothea Wierer | 1:03:53.4 | 0+7      |
| 3         | Germania | Laura Dahlmeier Birgit Riesle Carolin Leunig      | 1:04:32.1 | 1+11     |
| 4         | Norvegia | Ane Skrove Nossum Tiril Eckhoff Thekla Brun-Lie   | -         |          |
| 5         | Ucraina  | Julija Poleščykova Tetiana Tračuk Julija Džyma    | -         |          |

4 febbraio

## Medagliere per nazioni

### Categoria "Giovani"
| Posizione | Nazione     | Oro | Argento | Bronzo | Totale |
| --------- | ----------- | --- | ------- | ------ | ------ |
| 1         | Russia      | 6   | 1       | 4      | 11     |
| 2         | Norvegia    | 1   | 2       | 1      | 4      |
| 3         | Bielorussia | 1   | 0       | 0      | 1      |
| 4         | Francia     | 0   | 2       | 1      | 3      |
| 5         | Germania    | 0   | 1       | 0      | 1      |
|           | Italia      | 0   | 1       | 0      | 1      |
|           | Ucraina     | 0   | 1       | 0      | 1      |
| 8         | Austria     | 0   | 0       | 1      | 1      |
|           | Kazakistan  | 0   | 0       | 1      | 1      |

### Categoria "Juniores"
| Posizione | Nazione  | Oro | Argento | Bronzo | Totale |
| --------- | -------- | --- | ------- | ------ | ------ |
| 1         | Germania | 4   | 1       | 3      | 8      |
| 2         | Italia   | 3   | 1       | 0      | 4      |
| 3         | Russia   | 1   | 4       | 1      | 6      |
| 4         | Francia  | 1   | 1       | 2      | 4      |
| 5         | Norvegia | 0   | 0       | 1      | 1      |
|           | Svezia   | 0   | 0       | 1      | 1      |